# Герб Зміївського району

Герб Змі́ївського райо́ну — офіційний символ Зміївського району Харківської області, затверджений 24 лютого 1999 року рішенням районної ради.

## Опис
Герб є офіційною емблемою району, в якому відображаються її історія, особливості та традиції.
Герб являє собою чотирикутний французький геральдичний щит із заокругленими нижніми кутами і загостренням в основі. У верхній частині герба розміщено сніп пшениці, оповитий блакитною стрічкою, з обох сторін снопа дубове листя. На червоному полі щита зображений змій в оборонній позі (герб м. Змієва). На його голові корона з п'ятьма зубцями. Навколо гербового щита — дубове листя, оповите синьо-жовтою стрічкою.
Щит увінчаний стилізованим зображенням шестерні, з обох боків якої розташовані по два злакових колоси. На тлі шестірні зображено схід сонця та колосся пшениці.